# Піррова перемога

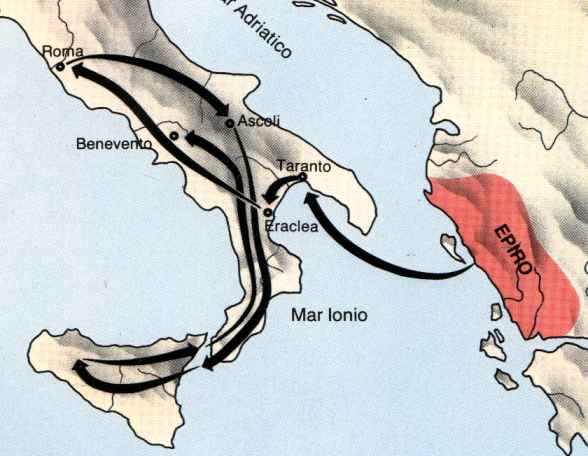
Кампанія Пірра. Шлях вторгнення Пірра

«Піррова перемога» — інтернаціональна фраза, що означає перемогу, яка дістається дуже великою ціною, ціною величезних втрат, або сумнівну перемогу, не виправдану принесеними жертвами.
Перемога, рівносильна поразці, перемога з втратами більшими, ніж у ворога.
Ця назва стала метафоричною, і походить від епірського царя Пірра (Західна Греція), який переміг римлян у битві при Аускулі 279 року до н. е. ціною величезних втрат. Тоді епірська армія царя Пірра протягом двох днів вела наступ на війська римлян і здолала їхній опір, але втрати були настільки великі, що Пірр зауважив: «Ще одна така перемога і я залишуся без війська».
Перемога коштувала йому більшої частини армії, а римляни компенсували свої втрати новими рекрутами. 
Термін тісно пов’язаний із військовою битвою, але цей термін також вживають у бізнесі, політиці, праві чи спорті для опису будь-якої битви, яка знищує переможця. Як літературний прийом Піррова перемога часто буває кульмінацією літературного твору чи статті, в яких відображаються клішовані варіанти перемог і програшів, коли перемога дається дуже великою ціною, що дуже близько до поразки.